# Libertia chilensis
Libertia chilensis es una planta ornamental,  herbácea, perenne perteneciente a la familia Iridaceae. Sus nombres comunes son calle-calle y tequel-tequel.

## Descripción
Planta normalmente de gran desarrollo, con rizomas muy ramificado y hojas lineales persistentes, con inflorescencias dispuestas sobre un eje a modo de racimo de verticilos y sus flores presentan tépalos diferenciados. 

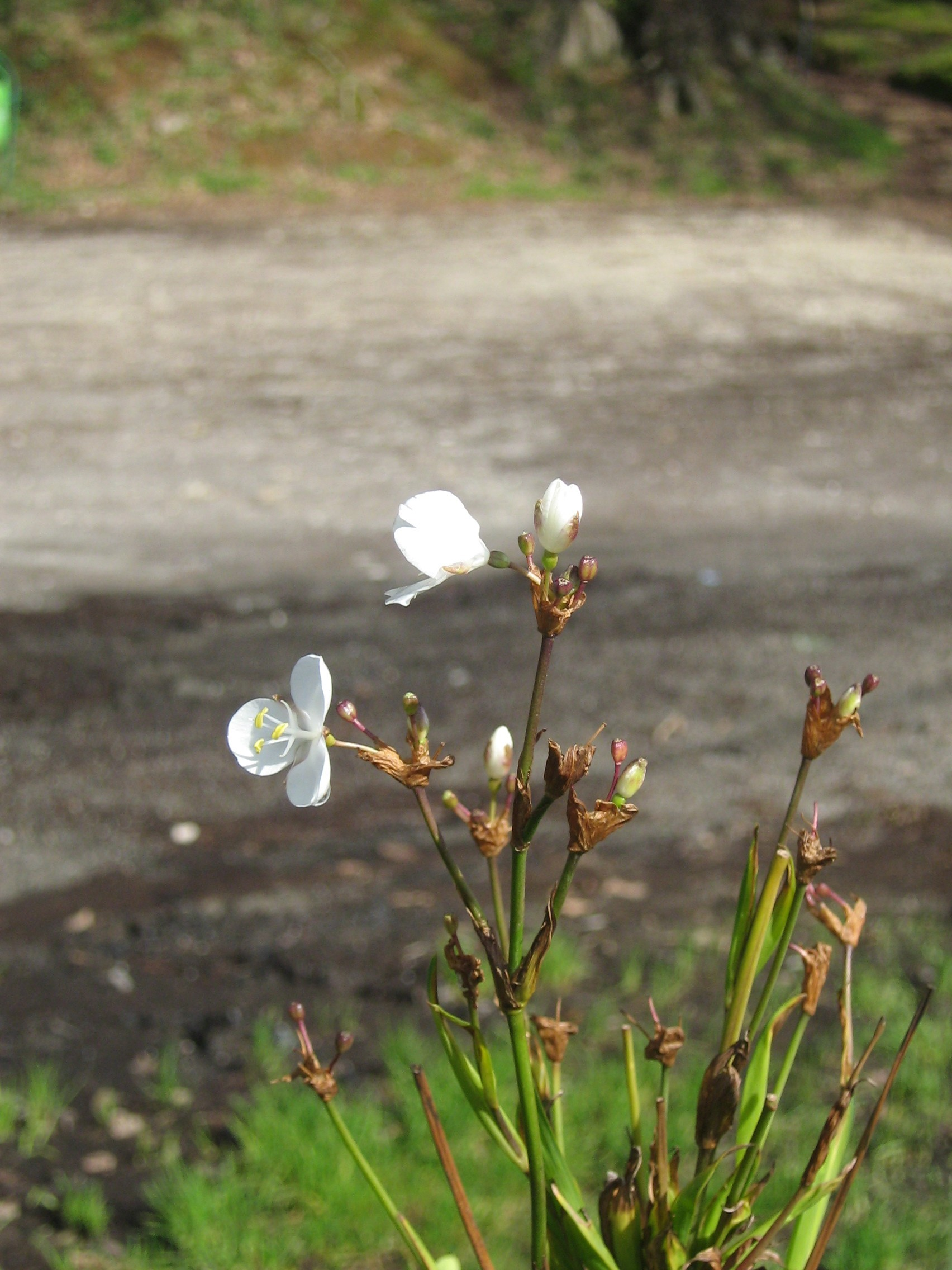
Flores

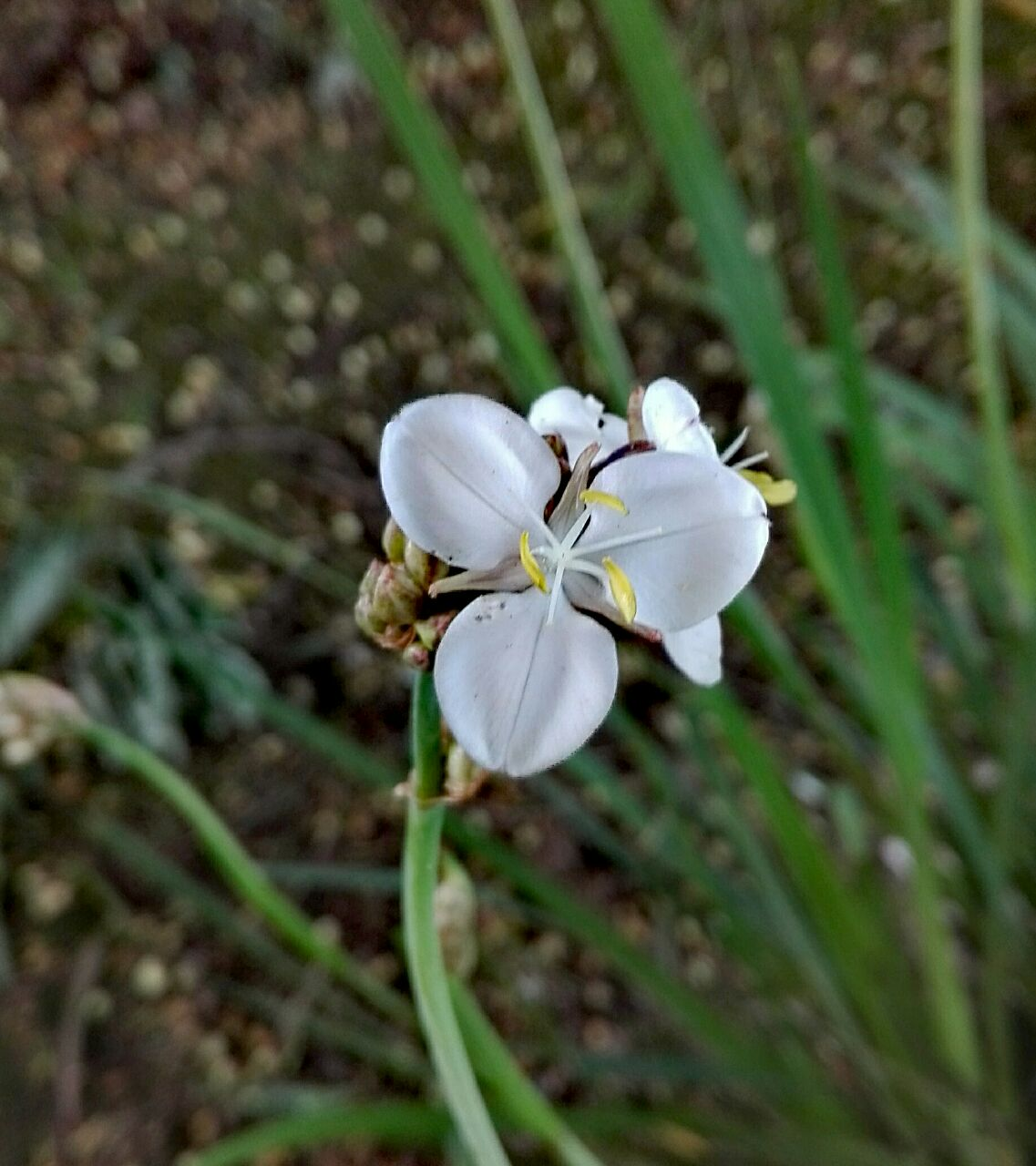
Flor de L. chilensis

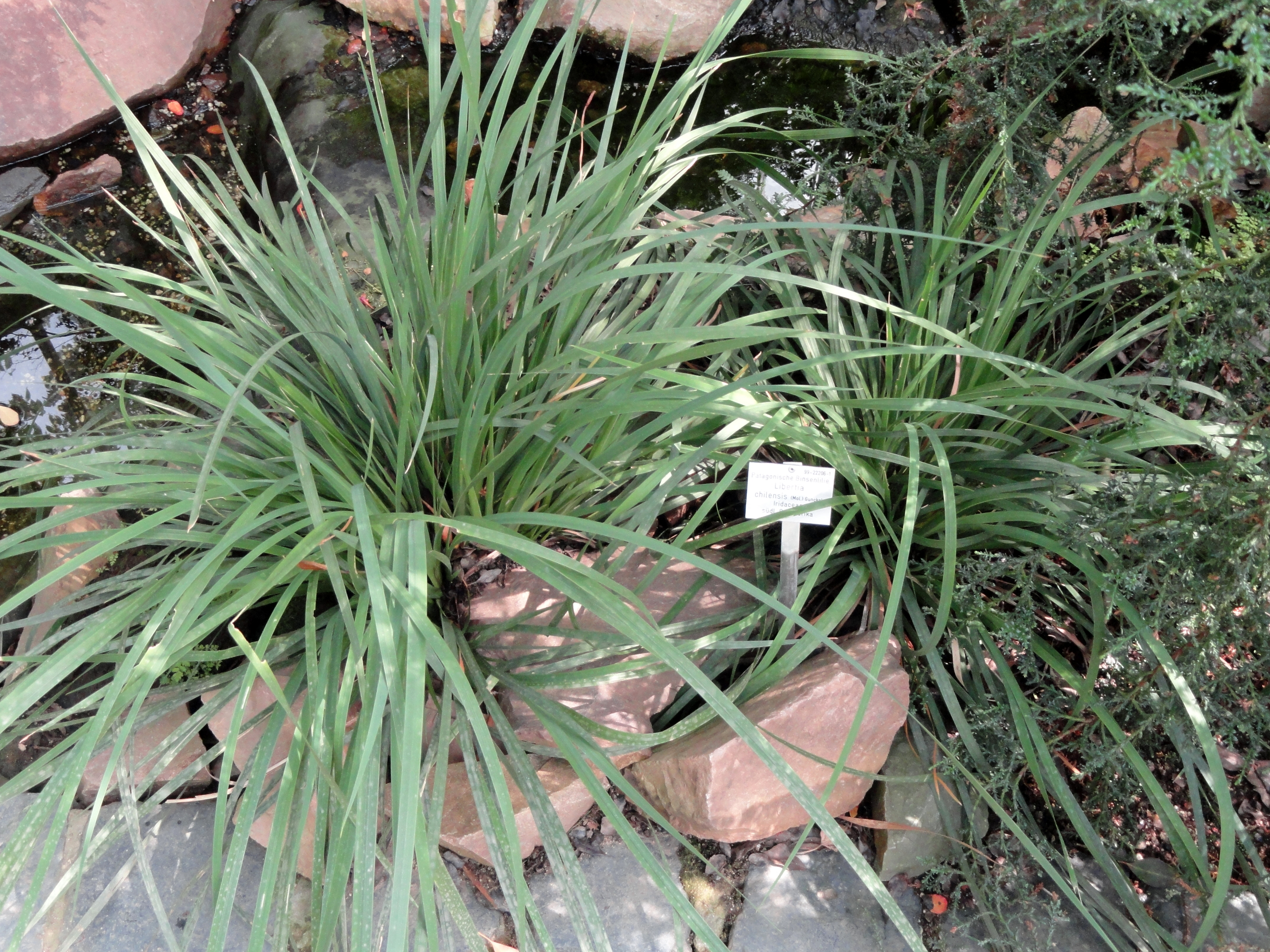
Vista de la planta

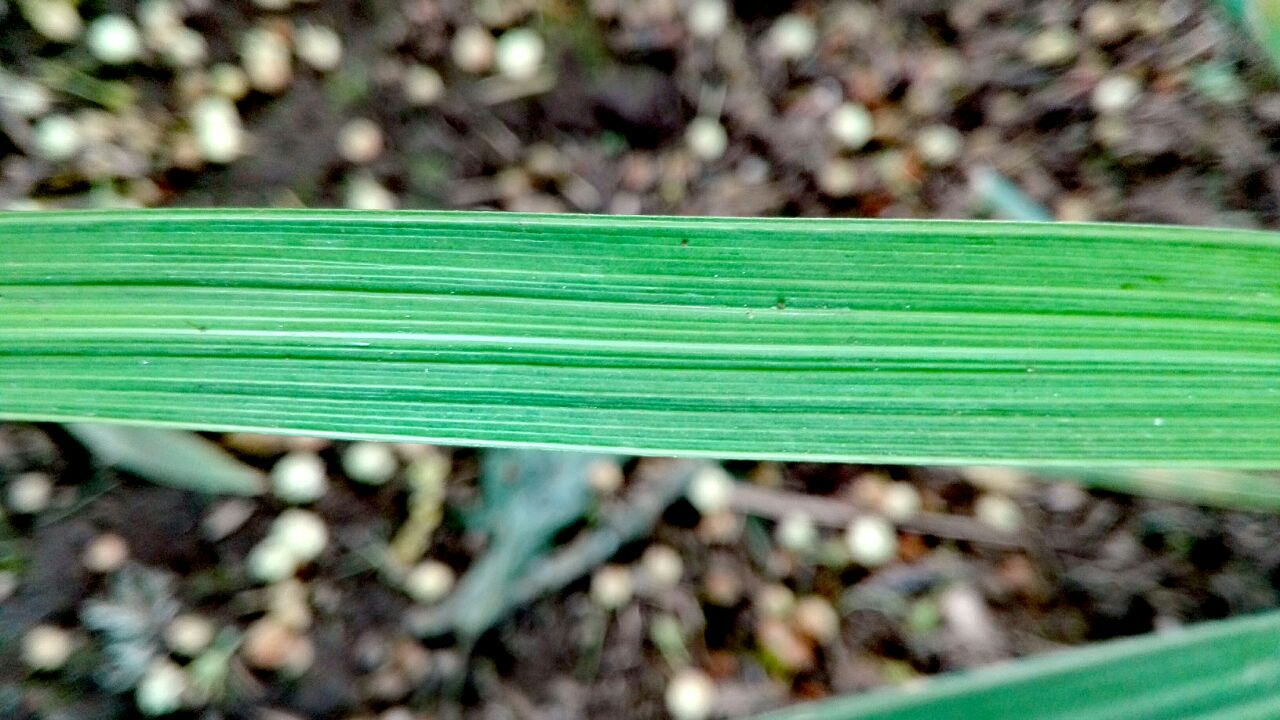
Detalle hoja L. chilensis

## Ubicación
Es nativa de Chile, donde se encuentra principalmente en el continente desde la VII Región del Maule  hasta la XII Región de Magallanes y de la Antártica Chilena y también en el Archipiélago Juan Fernández. También se encuentra en Argentina.

## Taxonomía
Libertia chilensis fue descrita por (Molina) Gunckel y publicado en Revista Chilena de Historia Natural 31: 87. 1927.
Sinonimia
- Strumaria chilensis Molina, Sag. Stor. Nat. Chili, ed. 2: 130 (1810).
- Choeradodia chilensis (Molina) Herb., Amaryllidaceae: 87 (1837).
- Libertia crassa Graham, Edinburgh New Philos. J. 14: 383 (1833).
- Libertia elegans Poepp., Fragm. Syn. Pl.: 1 (1833).
- Libertia formosa Graham, Edinburgh New Philos. J. 15: 383 (1833).
- Taumastos compressus Raf., Fl. Tellur. 4: 10 (1836).
- Sisyrinchium fernandezianum Steud., Nomencl. Bot., ed. 2, 2: 595 (1841), nom. nud.
- Solenomelus chilensis Miers, Proc. Linn. Soc. London 1: 122 (1841).
- Libertia ixioides Gay, Fl. Chil. 6: 31 (1854), nom. illeg.
- Libertia grandiflora Phil., Bot. Zeitung (Berlin) 14: 648 (1856), nom. illeg.
- Sisyrinchium formosum (Graham) F.Muell., Fragm. 7: 91 (1870).
- Libertia ixioides Klatt in C.F.P.von Martius & auct. suc. (eds.), Fl. Bras. 3(1): 530 (1871), nom. illeg.
- Libertia formosa var. crassa (Graham) Baker, J. Linn. Soc., Bot. 15: 153 (1877).
- Orthrosanthus chilensis Klotzsch ex Baker, J. Linn. Soc., Bot. 16: 121 (1877), nom. nud.
- Tekel formosa (Graham) Kuntze, Revis. Gen. Pl. 2: 702 (1891).
- Libertia formosa var. grandiflora Johow, Estud. H. Juan Fernández: 150 (1896).[6]